# Велика Кладуша (громада)
Велика Кладуша (хорв. općina Velika Kladuša, босн. opština Velika Kladuša, серб. општина Велика Кладуша) — боснійська громада, розташована в Унсько-Санському кантоні Федерації Боснії і Герцеговини. Адміністративним центром є місто Велика Кладуша.
| Боснія і Герцеговина | Це незавершена стаття з географії Боснії і Герцеговини. Ви можете допомогти проєкту, виправивши або дописавши її. |